# Узунгуль
Узунгуль — посёлок в Чановском районе Новосибирской области. Входит в состав Щегловского сельсовета.

## География
Площадь посёлка — 64 гектара.

## Население
| 2002 | 2007 | 2010 |
| ---- | ---- | ---- |
| 98   | ↘71  | ↘57  |

## Инфраструктура
В посёлке по данным на 2007 год функционирует 1 учреждение здравоохранения.